# Phyto hertingi
Phyto hertingi är en tvåvingeart som beskrevs av Baez 1979. Phyto hertingi ingår i släktet Phyto och familjen gråsuggeflugor.
Artens utbredningsområde är Kanarieöarna. Inga underarter finns listade i Catalogue of Life.